# Ahmed Cherkaoui (homme politique)
Pour les articles homonymes, voir Ahmed Cherkaoui.
Ahmed Cherkaoui, né le 18 novembre 1929 à Salé et décédé le 22 août 2006 à Rabat,, est un homme politique marocain.
Il a intégré le ministère des Affaires étrangères en 1956 en tant que chef adjoint de la Division des organismes internationaux.
Titulaire d'une licence en droit, il fut secrétaire d'État aux Affaires étrangères du 25 août 1974 au 26 mars 1979, du 11 octobre 1985 au 11 août 1992, et du 11 août 1992 au 9 novembre 1993 [réf. souhaitée].
Ahmed Cherkaoui  a également été le responsable des divisions Amérique et du Service culturel au ministère des Affaires étrangères et de la Coopération, directeur des affaires politiques, et secrétaire général  au même ministère [réf. souhaitée].
Il a eu trois enfants, dont un fils, Mohammed, et deux filles, Souad et Amal[réf. souhaitée].